# Новоурюмовське сільське поселення
Новоурю́мовське сільське поселення (рос. Новоурюмовское сельское поселение) — муніципальне утворення у складі Канаського району Чувашії, Росія. Адміністративний центр — присілок Нове Урюмово.

## Населення
Населення — 1000 осіб (2019, 1171 у 2010, 1174 у 2002).

## Склад
До складу поселення входять такі населені пункти:
| Населений пункт          | Населення, осіб (2002) | Населення, осіб (2010) |
| ------------------------ | ---------------------- | ---------------------- |
| Нові Бюрженери, присілок | 356                    | 387                    |
| Нове Урюмово, присілок   | 818                    | 784                    |